# Notoplax subviridis
Notoplax subviridis är en blötdjursart som först beskrevs av Torr 1911.  Notoplax subviridis ingår i släktet Notoplax och familjen Acanthochitonidae. Inga underarter finns listade i Catalogue of Life.